# Plava
Plava (in sloveno Plave già diviso in Plave na desnem bregu Soče e Plave na levem bregu Soče) è un insediamento (naselje) della Slovenia, frazione del comune di Canale d'Isonzo.

## Geografia
La località, situata lungo le sponde nel medio corso dell'Isonzo, è nota storicamente per essere stata teatro di aspri scontri fra italiani ed austro-ungarici durante la prima guerra mondiale. Fanno parte della frazione gli agglomerati di Vrtače e Zamedveje.

### Alture principali
- Monte Planina (Nad robom), 632 m;
- Quota 383 (ridenominata tra le due guerre Poggio Montanari in memoria di Carlo Montanari,[7] in sloveno Prižnica), 383 m.

## Storia
Dopo la caduta dell'Impero romano d'Occidente, e la parentesi del Regno ostrogoto, i Longobardi si insediarono nel suo territorio, seguiti poi attorno al VI secolo da popolazioni slave. Fu così che tutto il suo territorio entrò a far parte del Ducato del Friuli. Alla caduta del Regno longobardo subentrarono quindi i Franchi; in seguito al Trattato di Verdun, nell'843, entrò a far parte del Regnum Italiae e poi, nel 951, della Marca di Verona e Aquileia; dopo un'iniziale sottomissione al Ducato di Baviera dal 952, nel 976 passò al Ducato di Carinzia appena costituito dall'imperatore Ottone II.
Nel 1077 passò al Principato ecclesiastico di Aquileia e poi ai Conti di Gorizia, in quanto "advocati" del patriarca; il suo territorio passando nel 1500 alla Casa d’Asburgo, entrò quindi nella Contea di Gorizia e Gradisca
.
Con la convenzione di Fontainebleau del 1807, passò, per un breve periodo fino al 1814, assieme a tutti i territori sulla sponda destra del fiume Isonzo a sud di Cristinizza, nel Regno d’Italia napoleonico sotto il Dipartimento di Passariano, comprendente anche l'insediamento di Zapotoch dell'attuale comune di Canale, come frazione di Anicova.
Col Congresso di Vienna nel 1815 rientrò in mano austriaca nel Regno d'Illiria; passò in seguito sotto il profilo amministrativo al Litorale austriaco nel 1849 come comune autonomo. All'epoca della creazione del comune catastale di Plava, esso comprendeva gli attuali insediamenti di Zapotok e di Perlesia/Prilesje. Esso divenne poi frazione del comune di Anikova.
Durante la prima guerra mondiale fu teatro del Primo Balzo delle truppe italiane (il 5 giugno 1915 venne iniziato, per opera della 3ª Divisione, il passaggio dell'Isonzo da parte dei fucilieri della Brigata italiana Ravenna) e della prima battaglia dell'Isonzo e nei suoi dintorni della Seconda, Terza e decima battaglia dell'Isonzo.
Dopo la prima guerra mondiale fu frazione del comune di Anicova Corada della Provincia del Friuli, per poi passare, nel 1927, alla ricostituita Provincia di Gorizia nel medesimo comune, che assunse la denominazione di Salona d'Isonzo.
Fu soggetta alla Zona d'operazioni del Litorale adriatico (OZAK) tra il settembre 1943 e il 1945 e tra il 1945 e il 1947, trovandosi a ovest della Linea Morgan, fece parte della Zona A della Venezia Giulia sotto il controllo britannico-statunitense del Governo Militare Alleato (AMG); passò poi alla Jugoslavia e quindi alla Slovenia.

## Infrastrutture e trasporti
Il centro abitato è servito dalla stazione di Plava, collocata sulla linea Jesenice-Trieste.